# Паника (приток Бузулука)
Паника (Паника Степная) — река в России, протекает по Волгоградской области. Устье реки находится в 65 км по правому берегу реки Бузулук. Длина реки составляет 74 км, площадь водосборного бассейна 620 км².
Берёт начало у хутора Каменка.

## Данные водного реестра
По данным государственного водного реестра России относится к Донскому бассейновому округу, водохозяйственный участок реки — Бузулук, речной подбассейн реки — Хопер. Речной бассейн реки — Дон (российская часть бассейна).
Код объекта в государственном водном реестре — 05010200412107000007804.